# Призрачный мир
«Призрачный мир» (англ. Ghost World) — трагикомедийный кинофильм режиссёра Терри Цвигоффа, снятый в 2001 году по сценарию, основанному на одноимённом графическом романе Дэниела Клоуза.
Главные роли исполняют Тора Бёрч, Скарлетт Йоханссон и Стив Бушеми. Номинация на премию «Оскар» за адаптированный сценарий, две номинации на премию «Золотой глобус» за актёрские работы Бёрч и Бушеми.

## Сюжет
В то время как все благовоспитанные выпускники средней школы отправились в колледж, Энид и Ребекка решили, что учиться дальше — это скука смертная и бесполезная трата времени. Гораздо лучше отдохнуть в своё удовольствие, поглядеть, что к чему, ну и, конечно, как следует «перемыть косточки» всем несовершенным представителям рода человеческого. А их, к счастью, повсюду превеликое множество! Но вот однажды «пулестойкое» сердце нашей язвительной и саркастичной Энид дрогнуло. Это произошло после встречи со скромным и нерешительным холостяком-неудачником, торгующим старыми виниловыми пластинками. Девушку начинает необъяснимым образом тянуть к этому одинокому и застенчивому человеку. Более того, она решает, что он — тот самый мужчина, которого она всегда ждала.

## В ролях
| Актёр              | Роль                               |
| ------------------ | ---------------------------------- |
| Тора Бёрч          | Энид                               |
| Скарлетт Йоханссон | Ребекка                            |
| Стив Бушеми        | Сеймур                             |
| Иллеана Дуглас     | Роберта                            |
| Боб Балабан        | отец Энид                          |
| Брэд Ренфро        | Джош                               |
| Стейси Трэвис      | Дана                               |
| Дейв Шеридан       | Дуг                                |
| Джеймс Си          | азиат Стивен, коллекционер записей |

## Дополнительные факты
- Герой Стива Бушеми частично списан с автора сценария и режиссёра Терри Цвигоффа. Он тоже заядлый коллекционер джазовых и блюзовых грампластинок 1920-х[2].
- Рисунки в блокноте Энид были выполнены Софи Крамб, дочерью Роберта Крамба, о котором режиссёр «Мира призраков» Терри Цвигофф до этого снял документальный фильм[2].
- Когда Энид и Ребекка листают старый альбом фотографий, там можно увидеть фото маленькой Торы Бёрч, которая уже использовалась в картинах «Красота по-американски» и «Игры патриотов».
- Специально для роли Энид Тора Бёрч поправилась на 9 килограмм[2].

## Награды и номинации
- 2002 — номинация на премию «Оскар» за лучший адаптированный сценарий (Дэниел Клоуз, Терри Цвигофф)
- 2002 — 2 номинации на премию «Золотой глобус»: лучшая женская роль — комедия или мюзикл (Тора Бёрч), лучшая мужская роль второго плана (Стив Бушеми)
- 2002 — 2 номинации на премию «Спутник»: лучшая женская роль — комедия или мюзикл (Тора Бёрч), лучшая мужская роль второго плана — комедия или мюзикл (Стив Бушеми)
- 2002 — 2 премии «Независимый дух»: лучшая мужская роль второго плана (Стив Бушеми), лучший дебютный сценарий (Дэниел Клоуз, Терри Цвигофф), а также номинация за лучший дебютный фильм (Терри Цвигофф)
- 2002 — номинация на премию Гильдии сценаристов США за лучший адаптированный сценарий (Дэниел Клоуз, Терри Цвигофф)
- 2001 — Особое упоминание Национального совета кинокритиков США